# Antibrint
Antibrint også kaldet antihydrogen er brints antipartikel. Hvor brint består af en proton og en elektron består antibrint af disse partiklers antipartikler, altså en antiproton og en antielektron, som kaldes en positron. 
Antibrint kaldes også det første atom i det periodiske system for antistoffer og symboliseres ved at skrive et stor H med en streg over H.

## Produktion
Antibrint blev førte gang produceret i 1995.
Dette skete i CERN, hvor man skabte 9 antibrintatomer ved hjælp af LEAR.
Dette skete ved at sende antiprotoner rundt i LEAR og sendte dem igennem xenongas hver gang antiprotonerne tog en runde i ringen. I sjældne tilfælde blev der omdannet en del af antiprotonens energi til at ved pardannelse at skabe en elektron og en positron. I meget sjældne tilfælde var positronens hastighed tæt nok på antiprotonens hastighed til at de kunne gå sammen og skabe et antiatom.
Det var dog ikke muligt at studere disse antibrintatomer, da de kun havde en levetid på 40 milliarddele af et sekund, idet antibrintatomet kun skulle bevæge sig 10 meter før det blev annihileret.
Resultatet af skabelsen af antibrint blev bekræftet af en gruppe forskere ved Fermilab i 1996.
Skabelsen af antibrint kan først blive målt, når det kommer i kontakt med stof og bliver annihileret. Positronen bliver annihileret af en elektron og derved skabes der to fotoner som tilsammen har en energi på 511 keV, som svarer til massen af positronen og elektronen. Måden hvorpå antiprotonen bliver annihileret kommer an på hvad denne komme i kontakt med. Antiprotonen vil enten ramme en proton eller en atomkerne. Ved en annihilering af antiprotonen vil der typisk blevet skabt pioner, som kan måles. Derfor kan man bekræfte at man har skabt antibrint hvis man måler fotoner og pionerne på samme tid.
I september 2002 blev de første kolde antibrint skabt forskerteamet ATHENA i CERN ved hjælp Antiproton Decelerator (AD). Dette var også første gang at det lykkes at lave antibrint i store mængder. For at lave antibrinten producerede forskerne først positroner og antiprotoner hver for sig. Positronerne skabes ud fra natriumisotopet natrium-22, da isotopet henfalder ved hjælp af β+-stråling
Positronerne nedbremses ved at passere et tyndt lag af neon på fast form og derefter ved at passere igennem nitrogengas. Dette medfører at positronerne kan indfanges i en Penning-fælde. For at skabe antiprotoner sendes protoner mod en metalplade, hvor ved der skabes antiprotoner. Disse antiprotoners fart bremses i AD. Efter AD lader man antiprotoner passere aluminiumfolie hvorved at deres hastighed er så lille at de kan fanges i en Penning-fælde.
Antiprotonerne og positronerne føres ind i en dobbelt fælde, som der gør det muligt at have partikler med forskellige ladningerne i samme fælde. Hele eksperimentet er ved eksterm vakuum for at undgå annihilening. Desuden er det kølet ned til 15 K (-258,15 °C). Denne dobbelt fælde gør det muligt at holde positronerne samlet på midten, samtidig gør den det muligt for antiprotonerne at udbrede sig over et større område. Når så en antiproton passerer gennem positronerne på midten er der en mulighed for at der dannes antibrint.
Indtil 2010 var det ikke muligt at holde antibrint fanget i fælden, idet antibrint er neutral, men den 17. november 2010 offentliggjorde forskergruppen ALPHA på Natures hjemmeside, at det var lykkes dem at holde 38 antibrintatomer fanget for 172 millisekunder.  Det tog 335 forsøg for at få fastholdt de 38 antibrintatomer, hvilket vil sige at 0,005 % af de atomer der blev dannet blev holdt fast. Det lykkedes forskerne at fastholde antibrintatomer, fordi de kølede dem ned til en halv Kelvin.
Desuden brugte de en specialdesignet magnet, som lavede et stærk magnetfelt langs væggene på fælden, mens magnetfeltet faldt jo tættere man kom midten. Dette fik atomerne til at samles der. Med opdagelsen viste forskerne, at det er muligt at måle om der er forskel mellem brint og antibrint.
I juni 2011 lykkedes det ALPHA-holdet at fastholde antibrintatomer i 16 minutter.
I december 2010 lykkes det holdet bag ASACUSA at fremstille flyvende antibrint i en CUSP-fælde. Derved adskille ASACUSA-eksperimentet sig fra ATRAP og ALHPA, da disse forsøg bruger en Penning-fælde. ASACUSA-eksperimentet fælde virker ved først at få positronerne og antiprotonerne til at skabe antibrint ved at forskellige magnetfelter. Herefter sendes det skabte antibrint gennem et vakuumrør, hvorefter antibrintet kan studeres med mikrobølger i røret. Dog er der ikke blevet skabt nok antibrintatomer til at kunne undersøge dem.

## Egenskaber
Ifølge CPT-teoremet er antistof et perfekt spejlbillede af almindelig stof.
CPT-teoremet siger at hvis man spejler ladningen, koordinaterne og tiden for en gruppe partikler er intet forandret.
Dette betyder at antibrint skal have samme masse og orbitaler som brint. Antibrints linjespektrum må også være den samme som brints. For at teste CPT-teoremet vil forskerne i de to forskergrupper ATRAP og ALPHA undersøge om der er forskelle mellem linjespektrummet for brint og linjespektrummet for antibrint.
Tyngdekraftens virkning på antistof er også noget som forskerne ikke har klarhed over. Den generelle holdning blandt forskerne er dog at tyngdekraft virker på samme måde på antistof som på stof, men inden for de nuværende teorier er der ikke noget der ligger til hindring for at antistof kunne have andre egenskaber. Dette skyldes at kvantemekanikken tillader 2 yderligere tyngdekraft-liggende kraften. Teorien er så at for almindeligt stof ville disse kræfter ophæve hinanden, mens de for antistof ville trække i samme retning, hvilket vil føre til at antistof bliver påvirket mere af tyngdekraften og derved vil falde hurtigere. Ifølge standardmodellen kan der også findes en antityngdekraft, som vil gøre at stof og antistof frastøder hinanden. Hvis dette viser sig at være tilfældet vil det være et opgør med Einsteins svage ækvivalensprincip og dermed den generelle relativitetsteori.
Et nyt forskningsprojekt på CERN kaldet AEgIS skal undersøge tyngdekraftens virkning på antibrint. Dette gøres ved at sende en stråle antibrintatomer mod to gitre placeret med en halv meters afstand. Forskelle i antibrintstrålens indvirkning på de to gitre kan så fortælle om eventuelle forskelle mellem stof og antistof. Måden hvorpå AEgIS, har tænkt sig at skabe antibrintstrålen er ved at blande positronium med antiprotoner. For at kunne detektere forskelle i mellem de to gitre er det vigtigt at fjerne støj fra eksperimentet. Dette sker ved at køle hele eksperimentet ned til 50 millikelvin, det svare til 0,050 celsiusgrader over det absolutte nulpunkt.